# Tractor Sazi FC

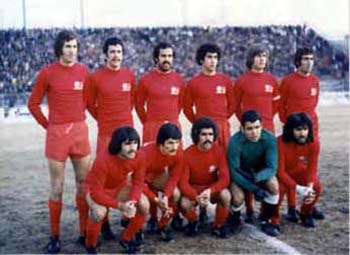
Equipo de 1974.

El Tractor Sports Club (en persa: باشگاه فرهنگی ورزشی اقتصادی تراکتور‎, Bāshgāh-e Farhangi-ye Varzeshi-ye Eqtesādi-ye Terāktur), comúnmente conocido como Tractor, y anteriormente como Tractor Sazi, Tıraxtur o Tiräxtur, es un club de fútbol iraní con sede en la ciudad de Tabriz, en el Azerbaiyán iraní, y propiedad de la Compañía de Fabricación de Irán Tractor. El club juega en la Iran Pro League.

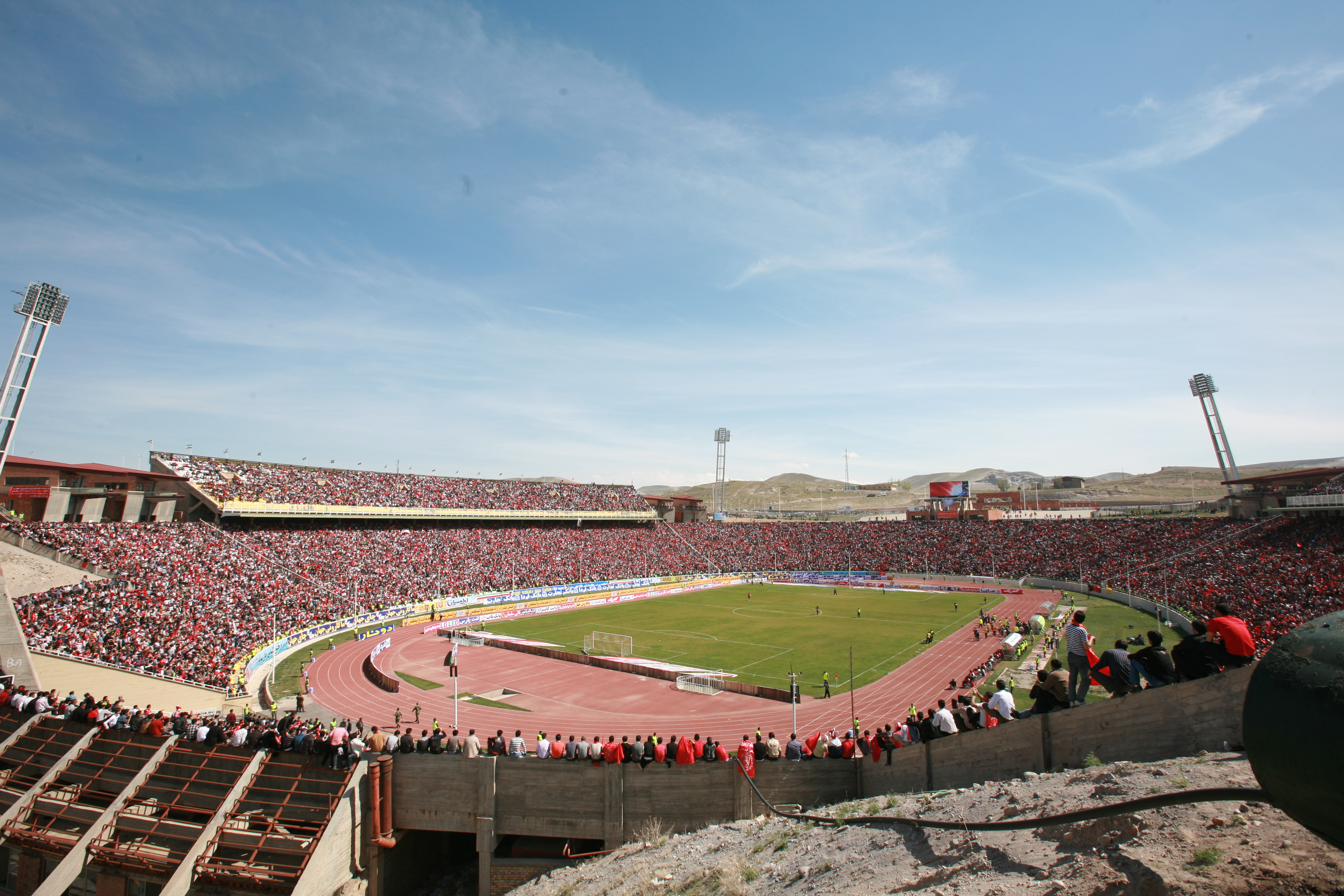
El Sahand Stadium

En la Iran Pro League 2010-11 el promedio de asistencia en los partidos como local en el Estadio Yadegar-e-Emam fue de más de 60 000 espectadores.

## Palmarés
- Iran Pro League: 1

2024/2025
- Copa Hazfi: 2

2014, 2020
- Supercopa de Iran 1

2025
- 2nd Division: 1

1974

## Participación en competiciones de la AFC
| Asian Club Championship / AFC Champions League | Asian Club Championship / AFC Champions League | Asian Club Championship / AFC Champions League | Asian Club Championship / AFC Champions League | Asian Club Championship / AFC Champions League | Asian Club Championship / AFC Champions League |
| Temporada                                      | Ronda                                          | Club                                           | Casa                                           | Visita                                         | Global                                         |
| ---------------------------------------------- | ---------------------------------------------- | ---------------------------------------------- | ---------------------------------------------- | ---------------------------------------------- | ---------------------------------------------- |
| 2013                                           | Grupo A                                        | Al-Jazira                                      | 3–1                                            | 0–2                                            | –                                              |
| 2013                                           | Grupo A                                        | El Jaish                                       | 2–4                                            | 3–3                                            | –                                              |
| 2013                                           | Grupo A                                        | Al-Shabab                                      | 0–1                                            | 0–1                                            | –                                              |
| 2014                                           | Grupo C                                        | Al-Ittihad                                     | 1–0                                            | 0–2                                            | –                                              |
| 2014                                           | Grupo C                                        | Lekhwiya                                       | 0–1                                            | 0–0                                            | –                                              |
| 2014                                           | Grupo C                                        | Al-Ain                                         | 2–2                                            | 1–3                                            | –                                              |
| 2015                                           | Grupo D                                        | Nasaf Qarshi                                   | 1–2                                            | 1–2                                            | –                                              |
| 2015                                           | Grupo D                                        | Al-Ahli                                        | 1–0                                            | 2–3                                            | –                                              |
| 2015                                           | Grupo D                                        | Al-Ahli                                        | 2–2                                            | 0–2                                            | –                                              |
| 2016                                           | Grupo C                                        | Al-Jazira                                      | 4–0                                            | 1–0                                            | –                                              |
| 2016                                           | Grupo C                                        | Pakhtakor                                      | 2–0                                            | 0–1                                            | –                                              |
| 2016                                           | Grupo C                                        | Al-Hilal                                       | 1–2                                            | 2–0                                            | –                                              |
| 2016                                           | Segunda Ronda                                  | Al-Nasr                                        | 3–1                                            | 1–4                                            | 4–5                                            |
| 2018                                           | Grupo A                                        | Al-Jazira                                      | 1–1                                            | 0–0                                            | –                                              |
| 2018                                           | Grupo A                                        | Al-Ahli                                        | 0–1                                            | 0–2                                            | –                                              |
| 2018                                           | Grupo A                                        | Al-Gharafa                                     | 1–3                                            | 0–3                                            | –                                              |
| 2021                                           | Grupo B                                        | Pakhtakor                                      | 0–0                                            | 3–3                                            | –                                              |
| 2021                                           | Grupo B                                        | Sharjah                                        | 0–0                                            | 0–2                                            | –                                              |
| 2021                                           | Grupo B                                        | Al-Quwa Al-Jawiya                              | 1–0                                            | 0–0                                            | –                                              |
| 2021                                           | Segunda Ronda                                  | Al-Nassr                                       | 0-1                                            | 0-1                                            | 0-1                                            |
| 2023/24                                        | Playoff                                        | Sharjah                                        | 1-3                                            | 1-3                                            | 1-3                                            |

## Jugadores destacados
| - Alireza Akbarpour - Morteza Asadi - Karim Bagheri - Younes Bahonar - Sirous Dinmohammadi - Mohammad Ebrahimi - Fereydoon Fazli - Yahya Golmohammadi - Ghasem Haddadifar - Ehsan Hajsafi - Rasoul Khatibi | - Mehdi Kiani - Parviz Mazloumi - Mohammad Nosrati - Mehrdad Pouladi - Amir Hossein Sadeghi - Mehdi Seyed Salehi - Andranik Teymourian - Leo - Rodrigo Tosi - Karrar Jassim - Flávio Paixão |

## Números retirados
- 12 – Aficionados del Club

## Entrenadores

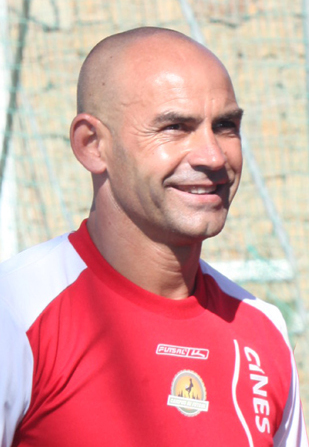
Paco Jémez fue entrenador del Tractor Sazi entre 2022 y 2024.

| Periodo | Nombre                 |
| ------- | ---------------------- |
| 1970–75 | Mohammad Bayati        |
| 1975–77 | Hossein Fekri          |
| 1977–80 | Ted Dumitru            |
| 1988–90 | Hedayat Mahabadpour    |
| 1990–97 | Vasile Godja           |
| 1997–98 | Mohammad Hossein Ziaei |
| 1998    | Boris Tibilov          |
| 1998–99 | Firouz Karimi          |
| 1999    | Sattar Nobari          |
| 1999–00 | Mohammad Hossein Ziaei |
| 2000–01 | Reza Vatankhah         |
| 2001    | Sattar Nobari          |

| Periodo                     | Nombre                 |
| --------------------------- | ---------------------- |
| 2001–02                     | Mahmoud Yavari         |
| 2002–03                     | Ahad Sheykhlari        |
| 2003                        | Vasile Godja           |
| 2003–04                     | Hamid Alidousti        |
| 2004                        | Mohammad Hossein Ziaei |
| 2004–2005                   | Ernst Middendorp       |
| 2005–2007                   | Farshad Pious          |
| 2007–2008                   | Ahad Sheykhlari        |
| Junio de 2008–mayo de 2011  | Faraz Kamalvand        |
| Julio de 2011–mayo de 2012  | Amir Ghalenoei         |
| Junio de 2012–junio de 2014 | Toni                   |
| Junio de 2014 -             | Rasoul Khatibi         |